# Michelson–Morley-kísérlet
A Michelson–Morley-kísérletet 1887-ben végezte el Albert Michelson és Edward Morley a mai Case Western Reserve University-n. A kísérlet célja az volt, hogy megmérjék a Földnek az éterhez, illetve az abszolút térhez viszonyított sebességét. A kísérlethez a Michelson által kifejlesztett Michelson-interferométert használták.
A kísérlettel nem sikerült meghatározni az éterhez viszonyított sebességet. Mindenki azt hitte, hogy a kísérleti berendezés volt rossz, és számos tökéletesítést végeztek rajta. Voltaképpen a magyarázat az, hogy nem létezik éter. Ezt azonban csak sokkal később ismerték el.

## A kísérlet leírása
A könnyebb megértés végett tekintsük a következő analógiát: legyen egy csónak, melynek sebessége álló vízben c, és egy v sebességgel áramló folyó. Ha a csónak l hosszúságú utat teszt meg a folyás iránya mentén és vissza, az utazás időtartama:
{\displaystyle t_{1}={\frac {l}{c+v}}+{\frac {l}{c-v}}={\frac {2l}{c}}\left(1-{\frac {v^{2}}{c^{2}}}\right)^{-1}\approx {\frac {2l}{c}}\left(1+{\frac {v^{2}}{c^{2}}}\right)}
(közelítés: Taylor-sorfejtés, a Taylor-sor első két tagja)
Ha a csónak az ugyancsak l szélességű folyó túlsó partján fekvő pontba akar eljutni, {\displaystyle \psi =arctg\left({\frac {v}{u}}\right)} szögben kell induljon az áramlással ellentétes irányban, így kiegyenlítse a sodrás hatását. Az effektív sebesség tehát {\displaystyle u={\sqrt {c^{2}-v^{2}}}}, az oda-vissza út időtartama:
{\displaystyle t_{2}={\frac {2l}{\sqrt {c^{2}-v^{2}}}}={\frac {2l}{c}}\left(1-{\frac {v^{2}}{c^{2}}}\right)^{-{\frac {1}{2}}}\approx {\frac {2l}{c}}\left(1+{\frac {1}{2}}{\frac {v^{2}}{c^{2}}}\right)}
(közelítés: szintén Taylor-sorral)
A t1 és t2 különbözik. Ha ismerjük a csónak c sebességét, az l távolságot és megmérjük a t1 és t2 időtartamokat, ki tudjuk számolni a folyó v áramlási sebességét. A kísérlet ezt az elvet alkalmazza, annyi különbséggel, hogy a csónakot a fénysugár, a folyót pedig az éter helyettesíti.
Képezve a két idő különbségét:
{\displaystyle \Delta t=t_{1}-t_{2}={\frac {l}{c}}{\frac {v^{2}}{c^{2}}}}
Ahogy a hang sebességét is a levegőhöz viszonyítva adják meg, úgy a fény sebességét is az éterhez viszonyítják. Ha például a hang sebessége 330 m/s, és a megfigyelő 10 m/s sebességgel távolodik a forrástól, akkor a megfigyelőhöz képest a hangsebesség 320 m/s lesz. A Michelson – Morley kísérlet kiindulási hipotézise ugyanez volt: megmérni a fény sebességét a Földhöz képest, és ebből következtetni lehet a Földnek az éterbeli sebességére. A Föld sebességének iránya (és nagysága is) az év során változik a Nap körüli keringés hatására. Tavasszal és ősszel például közel azonos, de más irányú a Föld sebessége.

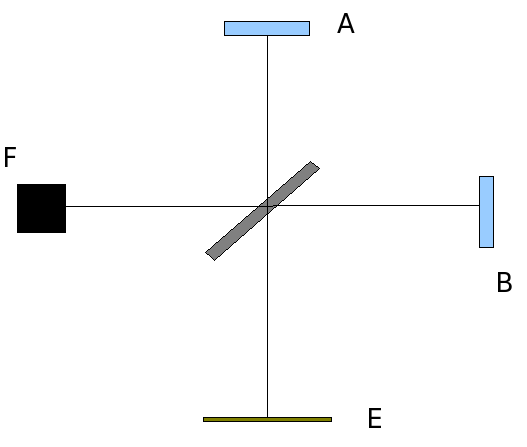
A Michelson-féle interferométer.
F: forrás
A, B: tükrök
E: ernyő

A kísérletben használt interferométer a képen van föltüntetve. A forrásból jövő fényt a félig áteresztő tükör két sugárra osztja, amik az A és B tükrökről visszaverődnek. A félig áteresztő tükör újból két részre osztja őket, most viszont a sugaraknak csak az a része érdekes, amelyik az E ernyő felé indult. Az ernyőn interferenciakép fog jelentkezni, ami az ernyőre eső két fénysugár fáziskülönbségéből ered. A fáziskülönbség az út-, illetve időkülönbség miatt jelentkezik:
{\displaystyle t_{P}=2{\frac {l_{P}}{v}}{\frac {1}{1-{\frac {v^{2}}{c^{2}}}}}}
{\displaystyle t_{M}=2{\frac {l_{M}}{v}}{\frac {1}{\sqrt {1-{\frac {v^{2}}{c^{2}}}}}}}
A kutatók az interferométer egyik karját a Föld sebességvektorával párhuzamosra állították, míg a másik merőleges volt rá. A párhuzamos kar mentén terjedő fény tP idő alatt, míg a merőleges kar mentén terjedő fény tM idő alatt jut az ernyőhöz. Az időkülönbség fáziskülönbséget okoz, ami interferenciagyűrűk formájában jelenik meg az ernyőn. Az egész interferométert 90°-kal elforgatva a másik kar lesz párhuzamos a Föld sebességvektorával. A forgatás közben figyeljük az interferenciagyűrűk változását, ami az időkülönbségtől függ. Ebből meghatározható a Földnek az éterhez viszonyított sebessége.
E kísérlet eredménye, mindenki legnagyobb meglepetésére, negatív volt, vagyis a keresett sebesség mindig nullával volt egyenlő. A kísérletet az év folyamán többször is elvégezték, és mindig ugyanarra az eredményre jutottak.
Morley nem volt elégedett a kísérlet eredményével, és folytatta a kutatást Dayton Millerrel, aki a pontosabb mérések érdekében az interferométer karjait növelte. A Mount Wilsonon felállított interferométer karjai egyenként 16 méter hosszúak voltak. Végül az emberiség elfogadta, hogy nem létezik éter.